# Łukasz Masiak
Łukasz Masiak (Mława, 1983 – Mława, 14 giugno 2015) è stato un giornalista polacco che è morto in seguito a percosse ricevute.

## Biografia
Viveva a Mława, era sposato e aveva due figli, inoltre era attivo nell'associazione Stowarzyszeniu Otwartych Ser (associazione cuore aperto), che assiste bambini malati..
Masiak ha lavorato come giornalista per Glosie Mlawy (La voce di Mlawa) prima di mettersi in proprio. Nel 2010, ha fondato Nasza Mlawa sito web dove riportava molte questioni controverse, che spesso riguardavano uomini d'affari, traffici di droghe, rom ed ha inoltre condotto un'indagine sulla morte di una giovane donna. Era considerato uno dei giornalisti più stimati per la sua capacità di trattare argomenti controversi ed era noto per i suoi lavori sul crimine a Mława e nella regione circostante. Si è occupato anche dell'amministrazione locale della sua città. Nel periodo della sua morte, stava indagando sui club di arti marziali miste locali e sulle questioni economiche e giuridiche ad essi legati.

### L'omicidio
Il 14 giugno 2015, verso le 2 di notte, Masiak è stato aggredito nel bagno di un bowling a Mława. L'aggressore lo ha buttato a terra e gli ha sferrato un calcio alla testa, causando un'emorragia cerebrale, lasciandolo privo di sensi sul pavimento. I medici hanno cercato di rianimarlo per quasi un'ora ma è morto a causa delle ferite riportate.
Masiak era stato minacciato diverse volte con lettere e telefonate prima del suo assassinio. Nel dicembre 2014, gli è stato inviato il suo necrologio, e nel gennaio 2015 è stato aggredito vicino a la sua abitazione. Dopo l'omicidio, gli investigatori non sono riusciti a collegare questi avvenimenti ai sospettati.

### Il funerale
Diverse centinaia di persone hanno partecipato ai funerali di Masiak il 20 giugno 2015. È stato cremato e la sua urna è stata posta nel cimitero della chiesa di San Lorenzo a Mława. Padre Jacek Marciniak, il sacerdote che ha presieduto la cerimonia, non ha parlato delle circostanze della morte di Masiak. Invece, la famiglia ha chiesto che le donazioni venissero impiegate per le cure di una bambina di nove anni, Iga Rudnicka, malata di cancro.

### Reazioni
Irina Bokova, direttrice generale dell'UNESCO, ha condannato l'omicidio di Masiak, invitando le autorità ad indagare approfonditamente sul crimine, sottolineando il ruolo fondamentale dei giornalisti nella protezione dei diritti all'informazione dei cittadini.
Dunja Mijatović, rappresentante dell'OSCE per la libertà dei media, ha dichiarato che l'assassinio ha evidenziato la tendenza a prendere di mira sempre di più i giornalisti a causa della loro professione e di ciò che dicono e scrivono.
L'Associazione dei giornalisti polacchi ha diramato una dichiarazione in cui si affermava come Łukasz Masiak fosse stato stimato e coraggioso. La dichiarazione esprimeva il rammarico che la reazione delle forze dell'ordine sia arrivata solo dopo il suo omicidio..
Anche la Federazione internazionale di Helsinki per i diritti umani ha rilasciato una dichiarazione sottolineando che lo stato ha il dovere di difendere i membri dei media dalle minacce, garantendo così la libertà di espressione e che le autorità devono rendere conto delle circostanze degli atti di violenza contro i giornalisti. Vi si chiede inoltre che si indaghi a fondo su tragedie come quella di Masiak per trovarne i responsabili.